# Soudorgues
Soudorgues är en kommun i departementet Gard i regionen Occitanien i södra Frankrike. Kommunen ligger i kantonen Lasalle som tillhör arrondissementet Le Vigan. År 2022 hade Soudorgues 268 invånare.

## Befolkningsutveckling
Antalet invånare i kommunen Soudorgues
Referens:INSEE